# Situ Lembang
Situ Lembang (oude spelling: Sitoe Lembang) is een meer in het noorden van de gemeente West-Bandung, provincie West-Java, Indonesië. Het meer heeft een oppervlakte van 40 hectare en ligt op een hoogte van 1574 meter boven zeeniveau. Situ Lembang bevindt zich 5 km ten noordwesten van de Tangkuban Perahuvulkaan, in een depressie gevormd door een grote eruptie van de oude Sundavulkaan (Gunung Sunda).
Oorspronkelijk was het meer veel kleiner. In het begin van de 20e eeuw liet het Nederlandse koloniale bestuur een dam met uitlaatsluis bouwen waarmee de Tjimahi (Cimahi), de natuurlijke uitlaat van het meer, werd afgedamd. Hierdoor ontstond een groter waterreservoir dat werd gebruikt voor irrigatie van de akkers op de Preangervlakte (Parahyangan).
Sinds 1952 is het meer en zijn directe omgeving militair oefenterrein van Kopassus, de speciale eenheid van het Indonesische leger.